# 努维永
努维永（法語：Nouvion，法語發音：[nuvjɔ̃]），又称蓬蒂约地区努维永（Nouvion-en-Ponthieu，[nuvjɔ̃ ɑ̃ pɔ̃tjø]），是法国上法兰西大区索姆省的一个市镇，属于阿布维尔区。

## 地理
努维永位于阿布维尔以北16公里的索姆河入海口和蓬蒂约森林之间，国道N1和省道D111在这里交汇。

## 铁路
努维永原来的火车站位于索姆省铁路的支线 滨海努瓦耶勒 - 福雷拉拜上。该站始建于1892年8月24日，二战结束后的1947年3月10日停止办理业务。而这条线路于1951年的2月1日停止运输作业。

## 媒体
努维永作为一个地名曾经出现在BBC的电视剧法国小馆儿中，但剧中的拍摄地并不在这里，而是在英国本土的诺福克郡。

## 人口统计
| 1962                           | 1968 | 1975 | 1982 | 1990 | 1999 | 2006 |
| ------------------------------ | ---- | ---- | ---- | ---- | ---- | ---- |
| 906                            | 1026 | 1004 | 1102 | 1232 | 1210 | 1268 |
| 开始于1962年: 人口不包含重复的 |      |      |      |      |      |      |